# Rødhovedet væver
Rødhovedet væver (latin: Quelea erythrops) er en fugleart, der lever i subsaharisk Afrika.